# Cristòfol Barros Vidal
Cristòfol Barros Vidal (Llucmajor, Mallorca, 1957), és un instrumentista i compositor mallorquí.
Cristòfol Barros estudià música amb els professors Julià Jordi, Joana Gamundí i amb el valencià Miquel Llopis. El 1971 entrà a la Banda de Música de Llucmajor, amb l'especialitat de bombardí. L'any 1976 formà part de la Cobla de Sardanes de la Casa Catalana de Palma. Estudià harmonia de manera autodidàctica.
L'any 1989 estrenà el primer pasdoble de concert, titulat Homenaje, com a record del músic Guillem Tomàs. És autor de marxes i pasdobles per a banda de música. L'any 2001 la Banda Municipal de Palma estrenà un pasdoble de concert. Ha musicat els Goigs a la Serventa de Déu sor Maria dels Àngels Ginard Martí, editats per la col·lecció Sibil·la, i els Goigs a Sant Llorenç de la parròquia de Selva. Ha musicat també poemes de Maria Antònia Salvà per a veu i piano, que han interpretat el pianista Bartomeu Jaume i les sopranos Joana Maria Llabrés i Isabel Rosselló. És autor de dues danses per als cavallets de Llucmajor i també ha escrit temes de música tradicional. El 2002 els Solistes de Mallorca, juntament amb la soprano Maria Pau Juan, dirigits per Agustí Aguiló, li estrenaren quatre poemes musicats i també l'obra per a cordes Caminant cap a la font del Pèlag. També va ajudar a recuperar la música dels cavallets cotoners de Llucmajor.
El 2011 li va ser atorgat el premi Baltasar Moyà d'investigació i composició musical.